# Tomorrow Square

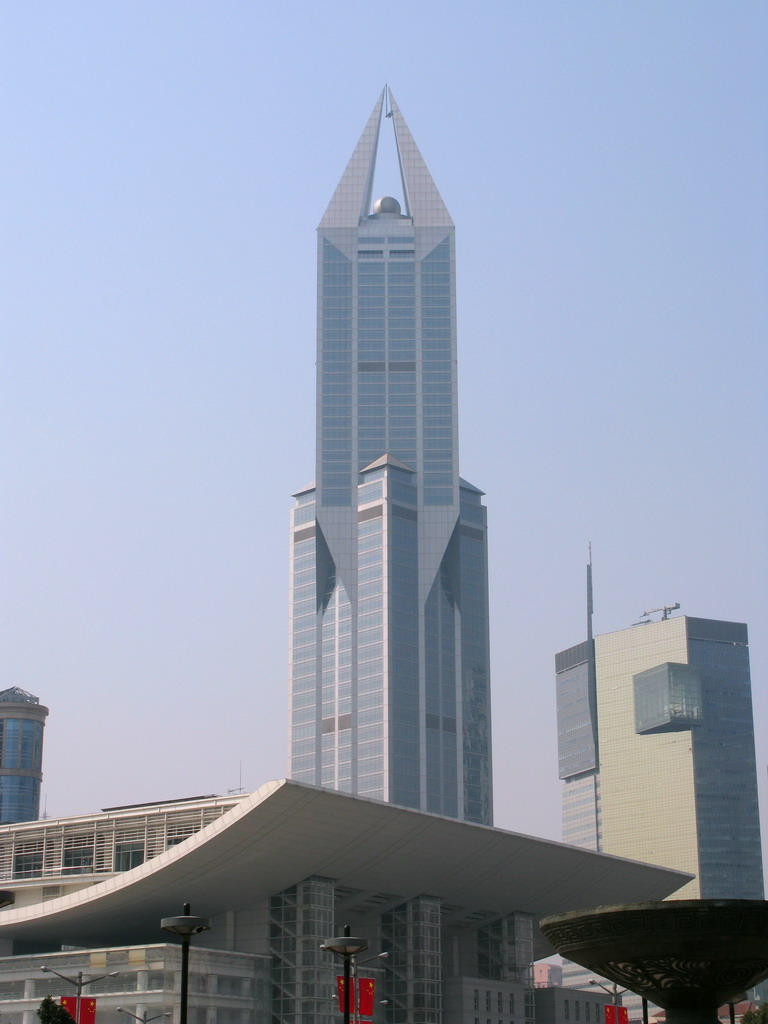
O Tomorrow Square em fevereiro de 2008.

Tomorrow Square é um dos arranha-céus mais altos do mundo, com 285 metros (934 ft). Edificado na cidade de Xangai, China, foi concluído em 2003 com 55 andares.